# Gianni Beschin
Gianni Beschin (Cologna Veneta, 15 febbraio 1953 – Corigliano-Rossano, 12 febbraio 2021) è stato un arbitro di calcio e dirigente sportivo italiano.

## Biografia
Appartenente alla sezione AIA di Legnago, comincia ad arbitrare nel 1973.
Di professione gioielliere, nel 1987 viene promosso nella Commissione Arbitri Nazionale (CAN), e dopo poco più di un anno, nel novembre 1988, arriva il debutto in Serie A in occasione della gara Atalanta-Pescara. L'anno successivo è decorato con il Premio "Giorgio Bernardi", destinato al miglior giovane arbitro debuttante in Serie A.
Il buon rendimento sui campi gli consente di essere nominato nel gennaio 1992, su proposta del designatore Paolo Casarin, come nuovo arbitro internazionale (assieme ai colleghi Piero Ceccarini e Loris Stafoggia). Proprio nel 1992 viene insignito anche del premio "Giovanni Mauro", massimo riconoscimento alla carriera arbitrale.
Il suo volto diventa noto al grande pubblico nel 1993, grazie all'apparizione come testimonial nello spot promozionale di Tele+, l'emittente privata che trasmetteva le partite di calcio a pagamento.
Poi alcune prestazioni poco convincenti lo avviano a un lento declino ed alla conseguente perdita della qualifica di arbitro internazionale nel 1996.
Durante la stagione 1996-1997 subisce due sospensioni di un mese ciascuna, decise dal designatore Paolo Casarin per motivi comportamentali: prima di un'amichevole estiva a Desenzano del Garda si reca allo stadio con la sua compagna, che fa entrare anche nel ritiro degli arbitri; la sera prima della gara di campionato Milan-Udinese cena al ristorante con la donna, contravvenendo alle rigide disposizioni AIA.
Dopo 100 partite dirette in Serie A, nel maggio 1997 presenta le dimissioni. Tra le "classiche" del campionato italiano dirette, si ricordano 2 Juventus-Inter, 1 derby di Roma, 1 Milan-Juventus, 3 Juventus-Roma, 1 Inter-Roma e un derby della Lanterna.
Successivamente Beschin è stato Direttore Generale del Cosenza Calcio dal 1998 al 2001 e della SPAL nel 2002.
Nel giugno 2009 è stato candidato alle elezioni amministrative a Cosenza, nella lista dell'Italia dei Valori.
Muore il 12 febbraio 2021 a 67 anni a causa di un malore improvviso nella sua casa di Corigliano-Rossano, dove si era stabilito da anni.
Alla sua memoria è intitolato l'annuale Premio assegnato dalla Sezione AIA di Rossano ad un associato AIA che si è particolarmente distinto durante l'anno o nel corso della carriera, premio istituito nella stagione sportiva 2021-2022.